# Малый мехмат
Малый мехмат (Малый механико-математический факультет, МММФ) — школа юных математиков при механико-математическом факультете МГУ имени М. В. Ломоносова. Основные задачи Малого мехмата — углубление знаний по темам школьной программы и расширение математического кругозора за рамки программы средней школы.

## История создания
В 1978 году на мехмате МГУ была создана заочная математическая школа для учащихся 8-10 классов (по программе 10-летней школы) под названием «Малый мехмат» (до этого на факультете некоторое время действовала Заочная подготовительная школа для жителей Подмосковья).
В 1981 году на базе заочной школы и работавших на механико-математическом факультете Вечерней математической школы и Воскресной подготовительной школы «Абитуриент» была создана единая школа юных математиков — Малый мехмат, состоящая из трех отделений: вечернего, заочного и отделения «Абитуриент».

## Вечернее отделение
По субботам в Главном здании и Втором учебном корпусе МГУ проводятся кружки по математике для школьников 1-11 классов. Их посещают дети не только из Москвы, но также из Ближнего и Дальнего Подмосковья. В основном на занятиях рассматриваются темы, не входящие в школьную программу, и задачи олимпиадного типа, направленные на развитие логического мышления.
Несколько лет назад появился также биологический лекторий.
Общее число учащихся составляет более тысячи человек.

## Заочное отделение

### 1980—1990-е годы
В 1980-е годы заочное отделение активно развивалось при содействии деканата механико-математического факультета. Методическим советом МММФ, состоящим из сотрудников факультета, было создано большое количество методических разработок для учащихся. В те годы количество обучающихся на заочном отделении составляло порядка 1 тыс. чел. Однако тяжёлая экономическая ситуация в стране в конце 1980-х — начале 1990-х годов не могла не отразиться на работе Малого мехмата. Сильно сократилось число школьников, обучающихся по заочной форме, а в 1992 году факультет был вынужден ввести платное обучение на заочном отделении.

### 2000-е годы
В начале 2000-х годов заочное отделение вновь получило положительный импульс развития. На Малый мехмат пришла команда преподавателей, состоящая в основном из студентов и аспирантов мехмата, готовых эффективно работать для развития заочного обучения. В этот период на заочном отделении активно совершенствовались методы и формы работы; в учебный процесс все шире внедрялись интернет-технологии.

### 2008—2019 годы
Осенью 2008 года руководство механико-математического факультета приняло решение об освобождении от работы по формальным причинам действующего руководства заочного отделения Малого мехмата и об обязательном привлечении аспирантов факультета к бесплатной проверке работ учащихся заочного отделения в рамках педагогической практики. В ноябре 2008 года было назначено новое руководство заочного отделения; полностью сменился состав преподавателей.
Последний набор на заочное отделение был проведён в 2015 году. В 2019 году последние учащиеся закончили заочное отделение, и оно закрылось.

### Организация работы
Обучение на заочном отделении осуществлялось по переписке: школьники выполняли задания по высылаемым им методическим разработкам и отправляли свои решения для проверки. Преподаватели, проверяющие работы, указывали на ошибки в рассуждениях или вычислениях и давали указания, помогающие школьникам самостоятельно исправить эти ошибки. После проверки работы отсылались обратно. Методические разработки заочного отделения содержали необходимый для изучения данной темы теоретический материал и решения типовых задач, а также задачи для самостоятельного решения.
Существовала возможность группового обучения нескольких учеников из одной школы по форме «Коллективный ученик» под руководством их школьного преподавателя. Как правило, в такой группе материалы методических разработок изучались во время факультативных занятий. Группа «Коллективный ученик» обучалась как один учащийся, то есть оформляла по каждому заданию одну работу на всех.
Зачисление индивидуальных учеников осуществлялось на конкурсной основе по результатам выполнения вступительной работы. Школьники, прошедшие полный курс обучения (трёх- или четырёхлетний) и успешно закончившие обучение на заочном отделении (с итоговой оценкой «хорошо» или «отлично»), получали свидетельства об окончании Малого мехмата. Школьники, прошедшие неполный курс обучения или закончившие заочное отделение с оценкой «удовлетворительно», получали справки об окончании Малого мехмата.
До 1992 г. обучение на заочном отделении было бесплатным, за исключением почтовых расходов. В 1992 г. факультет был вынужден ввести плату за обучение. С 2009 г. обучение снова стало бесплатным.